# Строганов, Григорий Сергеевич
Граф Григо́рий Серге́евич Стро́ганов (1829—1910) — действительный статский советник, коллекционер и почетный член Академии художеств; брат коллекционера и мецената графа П. С. Строганова.

## Биография
Третий сын государственного деятеля и коллекционера графа Сергея Григорьевича Строганова (1794—1882) и его жены, Наталии Павловны Строгановой (1796—1872) родился 16 (28) июня 1829 года в Санкт-Петербурге.
Учился на юридическом факультете Московского университета. По окончании университета, поступил в военную службу: с 22 октября 1850 года — унтер-офицер Нарвского гусарского полка, позднее — лейб-гвардии Гусарского полка; с 30 августа 1855 года поручик. В 1856 году он был назначен адъютантом военного министра князя В. А. Долгорукова; позже — адъютант военного министра генерал-адъютанта Н. О. Сухозанета. С 1861 года — адъютант военного министра генерал-адъютанта Д. А. Милютина; полковник, флигель-адъютант, с  16 апреля 1872 года — шталмейстер.
Действительный статский советник, с 1883 по 1902 года состоял при министре народного просвещения.

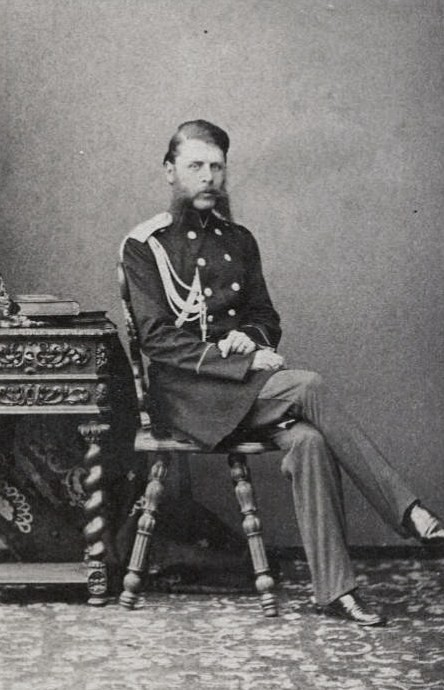
Г. С. Строганов (1860)

Владелец дома на виа Систина-виа Грегориана в Риме, где он разместил своё богатейшее собрание произведений искусства и книг. Первоначальное здание, принадлежавшее некогда   Сальватору  Розе , было снесено и заменено новой постройкой, получившей название Palazzo Stroganoff.  Среди произведений живописи были наиболее примечательны следующие произведения ранних итальянцев: Мадонна Дуччо (ныне в музее Метрополитен, Нью-Йорк), реликварий фра Анжелико и «Мадонна из Благовещения» Симоне Мартини, переданные наследниками в Императорский Эрмитаж. Среди других работ картины Пинтуриккьо, Дадди, Маттео ди Пачино. Некоторые шедевры живописи, например, два пейзажа Ж.-О. Фрагонара и портрет Эразма Роттердамского кисти Квентина Массейса, происходили из коллекции графа Александра Сергеевича Строганова, прадеда графа по материнской линии.
Собирал также медали, египетские и античные древности, произведения всех времен и народов и всех видов. Библиотека дома насчитывала более 30 тысяч томов. В 1900-е гг. Ф. П. Рейману были заказаны виды интерьеров Palazzo Stroganoff (частное собрание, Италия). Владел имением Немиров на Украине,  доставшимся в приданое его супруге и расширенное покупками у её родственников. Там также находилось значительное число произведений искусства его коллекции. После революции эту часть коллекции: картины, архив и библиотека были распроданы в Риме вдовой внука коллекционера, князя Владимира Алексеевича Щербатова — Еленой Петровной, урожденной Столыпиной. Граф Строганов неоднократно жертвовал деньги в Общество поощрения художников.
Умер в Париже 13 июля 1910 года. В августе 1910 года был похоронен в Фёдоровской церкви Александро-Невской лавры.  Часть своего римского собрания картин Григорий Сергеевич завещал петербургскому Эрмитажу, что и было выполнено наследниками в 1911 году .

## Семья

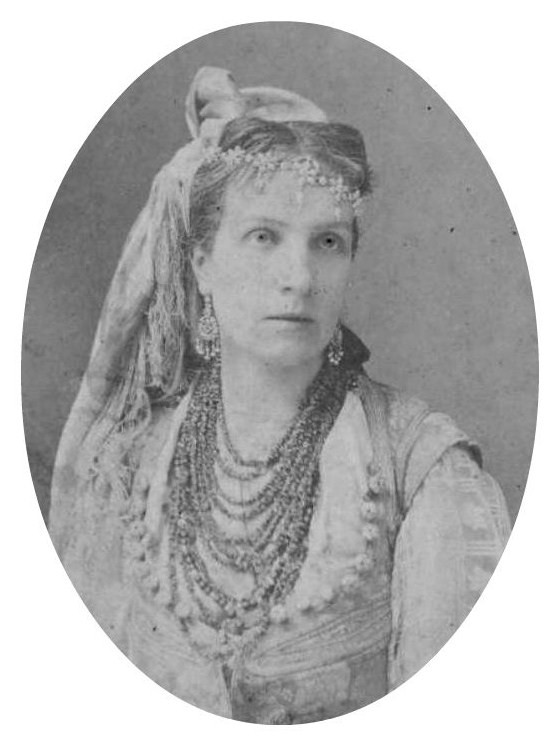
Мария Болеславовна (1877)

Жена (с 22.09.1856) —  графиня Мария Болеславовна Потоцкая (01.08.1839—18.03.1882), фрейлина двора (27.07.1855), дочь графа Болеслава Станиславовича Потоцкого (1805—1893) от брака с княжной Марией Александровной Салтыковой (1807—1845). После замужества жила с мужем в основном за границей, переезжая из страны в страну. Брак Строгановых не был удачным и супруги много ссорились из-за детей. По словам Ф. Буслаева, Мария Болеславовна не любила ничего русского и была лишена материнских чувств.   Последние годы жизни страдала умопомешательством и жила у сестры в Кракове. Скончалась скоропостижно от паралича сердца в Штутгарте. Похоронена в Федоровской церкви Александро-Невской лавры (могила утрачена). В браке имела детей:
- Мария Григорьевна (1857—1920), с 1879 года замужем за четвероюродным братом князем Алексеем Григорьевичем Щербатовым (1848—1912); в 1920 году вместе с сыном Владимиром (1880—1920) и дочерью Александрой (1881—1920) была расстреляна большевиками в своем имении Немиров. Вдова князя Владимира, Елена Петровна (1892—1985), дочь премьер-министра П. А. Столыпина, в 1921 году с детьми эмигрировала в Италию.
- Николай Григорьевич (30.04.1859—30.04.1859[3]), родился недоношенным, умер через два часа после рождения.
- Сергей Григорьевич (1861—10.10.1877), повесился. Похоронен в Александро-Невской лавре.